# Judolia lunatipennis
Judolia lunatipennis är en skalbaggsart som beskrevs av Maurice Pic 1935. Judolia lunatipennis ingår i släktet Judolia och familjen långhorningar. Inga underarter finns listade i Catalogue of Life.